# Porto Alabe (cavallo)
Porto Alabe è un cavallo dal manto sauro, due volte vincitore del Palio di Siena.

## Caratteristiche fisiche
Castrone, caratterizzato da una striscia in fronte e da balzana alla zampa anteriore sinistra ed alla posteriore destra, è un mezzosangue anglo-arabo a fondo inglese con il 48,50% di sangue arabo. Lo stallone da cui è nato era "Vidoc III", mentre la fattrice era "Tiberia II".

## Carriera
Porto Alabe ha vinto due volte il Palio di Siena, sempre in agosto in occasione del Palio dell'Assunta. La prima per i colori dell'Onda, montato dal fantino Carlo Sanna detto Brigante, la seconda nel 2018 con la Lupa e il fantino Giuseppe Zedde detto Gingillo.

## Presenze al Palio di Siena
Le vittorie sono evidenziate ed indicate in neretto.
| Palio          | Contrada     | Fantino                             |
| -------------- | ------------ | ----------------------------------- |
| 2 luglio 2013  | Leocorno     | Luigi Bruschelli detto Trecciolino  |
| 16 agosto 2013 | Tartuca      | Sebastiano Murtas detto Grandine    |
| 2 luglio 2014  | Chiocciola   | Jonatan Bartoletti detto Scompiglio |
| 16 agosto 2014 | Bruco        | Alessio Migheli detto Girolamo      |
| 2 luglio 2015  | Valdimontone | Massimo Columbu detto Veleno II     |
| 17 agosto 2015 | Istrice      | Luigi Bruschelli detto Trecciolino  |
| 2 luglio 2016  | Oca          | Giuseppe Zedde detto Gingillo       |
| 16 agosto 2016 | Civetta      | Valter Pusceddu detto Bighino       |
| 2 luglio 2017  | Onda         | Giovanni Atzeni detto Tittia        |
| 16 agosto 2017 | Onda         | Carlo Sanna detto Brigante          |
| 2 luglio 2018  | Oca          | Giovanni Atzeni detto Tittia        |
| 16 agosto 2018 | Lupa         | Giuseppe Zedde detto Gingillo       |
| 2 luglio 2019  | Civetta      | Giosuè Carboni detto Carburo        |
| 16 agosto 2019 | Onda         | Carlo Sanna detto Brigante          |